# Albibarbefferia sonorensis
Albibarbefferia sonorensis là một loài ruồi trong họ Asilidae. Albibarbefferia sonorensis được Forbes miêu tả năm 1987.